# Стасов, Владимир Васильевич

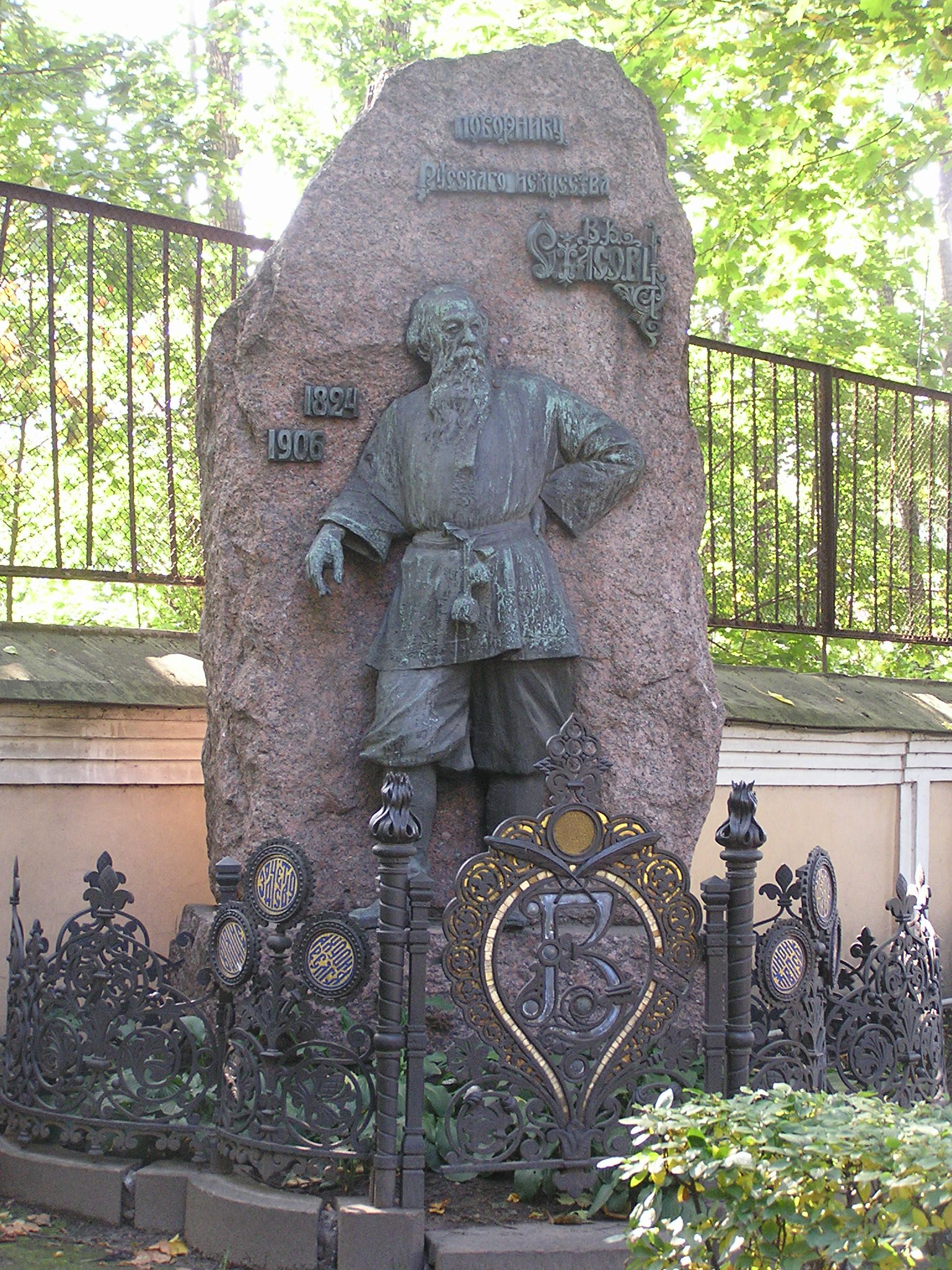
Могила В. В. Стасова в Некрополе мастеров искусств Александро-Невской лавры в Санкт-Петербурге

Влади́мир Васи́льевич Ста́сов (2 [14] января 1824, Санкт-Петербург — 10 [23] октября 1906, Санкт-Петербург) — русский художественный и музыкальный критик, историк искусств, библиограф, архивист, общественный деятель. Многолетний сотрудник Императорской Публичной библиотеки (с 1856), почётный вольный общник Императорской Академии художеств (с 1859), почётный академик по разряду изящной словесности Петербургской академии наук (с 1900), тайный советник (1884). Одна из самых влиятельных фигур в художественной жизни пореформенной эпохи, идеолог Товарищества передвижников и «Могучей кучки».

## Биография
Родился в Санкт-Петербурге третьим из четырёх сыновей архитектора академика Василия Стасова. В 12 лет в 1836 году был отдан в Училище правоведения. В училище заинтересовался музыкой, но особых композиторских задатков в себе не нашёл и решил попробовать силы на поприще критика. В 1842 году написал статью о Ференце Листе, приехавшем в Петербург, хотя нигде её и не напечатал.

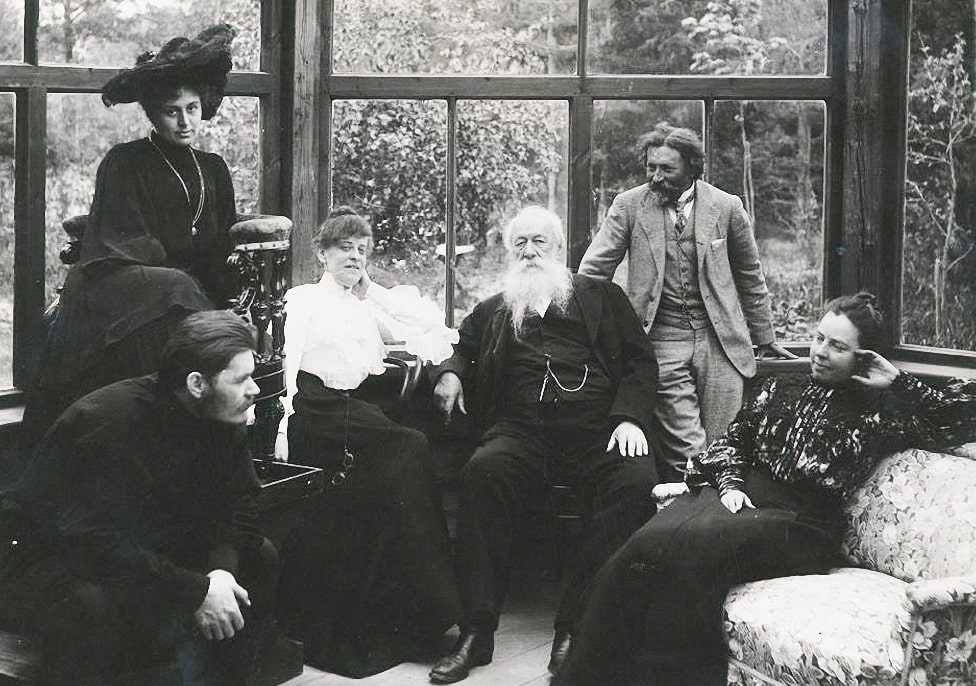
Стасов в гостях у Ильи Репина в Пенатах (вместе со своим секретарём), 1905

По окончании в 1843 году училища поступил на службу помощником секретаря в Межевой департамент Сената, с 1848 года служил секретарём в Департаменте герольдии, а с 1850 года — помощником юрисконсульта в Департаменте юстиции. Стасов свободно владел шестью языками.
В свободное от службы время стал посещать Императорскую Публичную библиотеку, где изучал коллекции гравюр и эстампов, а также безвозмездно помогал в обработке фондов.
В 1847 году, с публикации в «Отечественных записках» его первой статьи — о французском композиторе Гекторе Берлиозе, — началась его литературно-критическая деятельность. В этом же году был приглашён издателем «Отечественных записок» Краевским к сотрудничеству в отдел иностранной литературы. С этого времени Стасов начал писать небольшие обозрения по вопросам живописи, скульптуры, архитектуры и музыки. В 1847—1848 годах он опубликовал около 20 статей.
В 1848 году за связь с петрашевцами был отстранён от работы в журнале, арестован и заключён в Петропавловскую крепость. В 1851 году вышел в отставку и в качестве секретаря уральского промышленника и мецената Анатолия Демидова, очень богатого человека, поклонника искусств, уехал за границу. Работал в крупнейших библиотеках и архивах. Был библиотекарем в имении Демидова в Сан-Донато близ Флоренции, часто посещал русских художников и архитекторов, проживавших в Италии — Александра Брюллова, Сергея Ива́нова и Ивана Айвазовского.
В мае 1854 года вернулся в Петербург и возобновил посещения Публичной библиотеки, а с 1855 года принял участие в систематизации фонда «Россика» — Отделения зарубежных изданий о России. Также продолжал разносторонне участвовать в деятельности Отделения изящных искусств и технологий — от комплектования фондов до обслуживания читателей.
В то время с его помощью и оформилось художественное объединение композиторов, ставшее известным под именем, данным Стасовым, — «Могучая кучка». В 1860-х годах Стасов поддерживал «Товарищество передвижных выставок», с которым тесно связана вся его деятельность. Стасов был одним из главных вдохновителей и историком «передвижников», принимал активное участие в подготовке первой и ряда последующих их выставок. В конце 1856 года директор Публичной библиотеки в Петербурге Модест Корф предложил Стасову работу в качестве своего помощника, а именно — для собирания материалов по истории жизни и царствования Николая I.
В 1856—1872 годах работал в Публичной библиотеке, имея в Художественном отделении свой стол. В библиотеке занимался составлением и публикацией обзоров новых поступлений, информационных материалов о текущих событиях («современной летописи библиотеки»), официальных годовых отчётов, а потом и сводного отчёта за 1849—1859 годы. Занимался пополнением как художественных коллекций, так и других библиотечных фондов — поиском, отбором и закупкой изданий, а также активнейшим образом развивал и пропагандировал новый для Публичной библиотеки вид деятельности — организацию книжно-иллюстративных выставок, которые раскрывали содержание библиотечных фондов. Наиболее примечательные выставки, в организации которых участвовал Стасов, — это экспозиции изданий начального этапа церковно-славянского и русского книгопечатания, рукописных редкостей, в том числе автографов знаменитых россиян, церковно-славянских нотных (крюковых) рукописей XI—XIX веков, техники печатной графики, разновидности письменных и запечатываемых материалов.
В ноябре 1872 принят на штатную должность библиотекаря, до конца жизни заведовал Художественным отделом. На этом посту постоянно консультировал писателей, художников, композиторов, собирал рукописи русских деятелей искусства, в особенности композиторов (во многом благодаря Стасову Российская национальная библиотека располагает ныне самыми полными архивами композиторов петербургской школы). Его рабочий стол был постоянно завален книгами и рукописями, а комната заполнена посетителями. В том числе читателями, которым заведующий отделением предлагал, делясь своими знаниями, справочно-консультационную помощь на таком высочайшем профессиональном уровне, что его содействие достигало уровня подлинного соавторства. Он оказывал содействие в работе композиторам (М. П. Мусоргскому, Н. А. Римскому-Корсакову, А. П. Бородину), писателям (И. С. Тургеневу, Л. Н. Толстому), художникам (В. В. Верещагину, В. М. Васнецову, И. Е. Репину), скульпторам (М. М. Антокольскому, М. О. Микешину). Стасов превратил свое отделение в центр, объединяющий творческие силы деятелей культуры, в том числе музыкантов, художников, скульпторов и писателей.
В 1883 году вместе с Ильёй Репиным предпринял путешествие по Европе. Посещая музеи, не сдерживал своих чувств по отношению к европейским шедеврам. Так, в Риме, по словам художника, он не удержался от порыва и, вскочив на табурет, страстно поцеловал статую Венеры Капитолийской.
Как исследователь обладал энциклопедическим складом ума — в его научном багаже имеются публикации в области библиотековедения, искусствоведения, археологии, истории, филологии, этнографии и других научных дисциплин. За свои труды он был пожалован чином тайного советника (1884), но всячески подчеркивал свое безразличие к наградам и знакам отличия. Тем не менее, почитатели добились установки в Публичной библиотеке бюста Стасова в честь 40-летия его служения искусству, тогда же было впервые выпущено собрание сочинений Стасова.
В 1900 году одновременно со своим другом Львом Толстым избран почётным членом Императорской Санкт-Петербургской АН.
Умер 23 октября 1906 года в Петербурге. Похоронен в Александро-Невской лавре на Тихвинском кладбище (Южная дорожка). Бронзовый памятник над могилой — работы скульптора Ильи Гинцбурга и архитектора Ивана Ропета.

## Взгляды

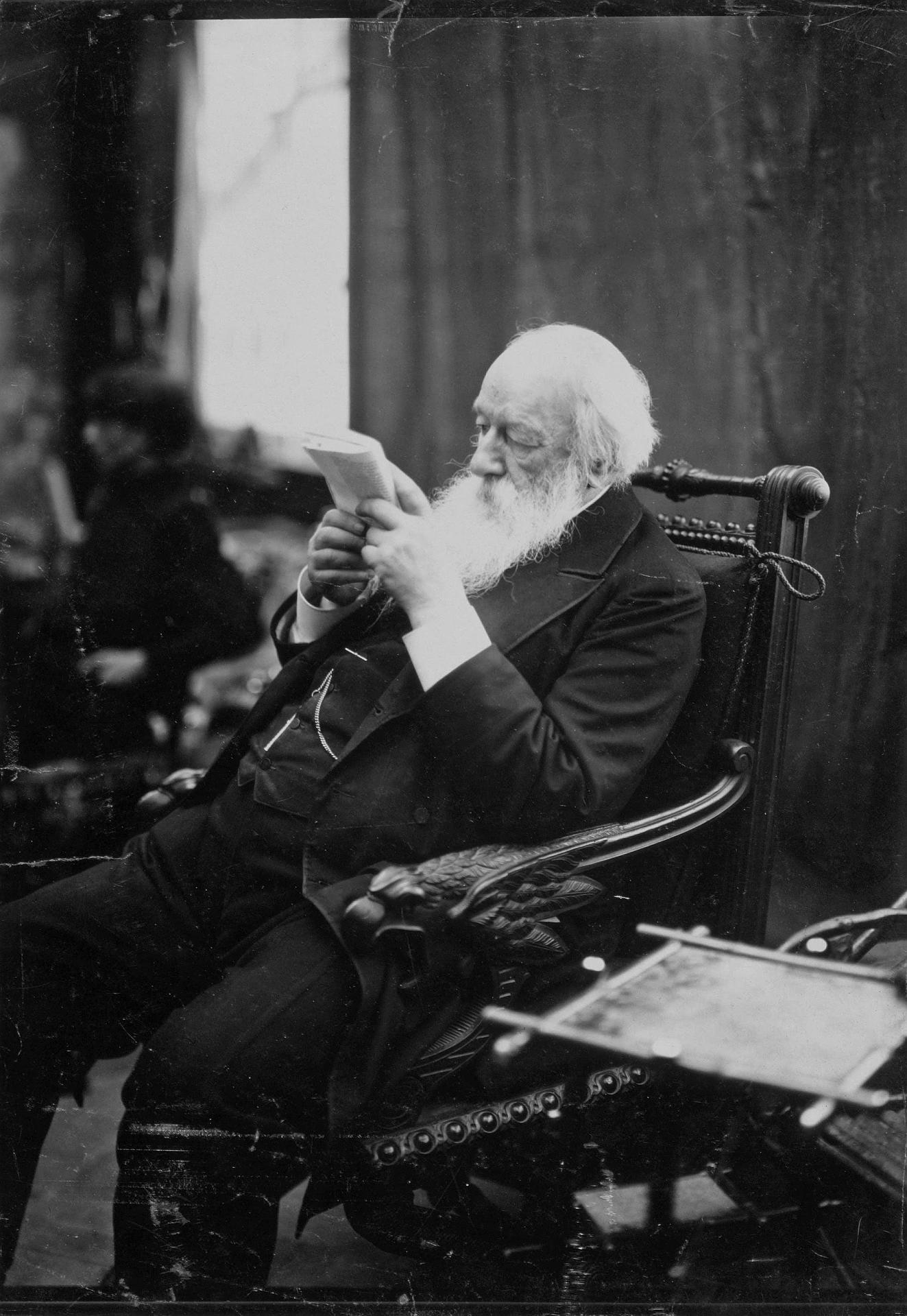
В. В. Стасов

Стасов активно поддерживал движение передвижников и выступал против безальтернативного господства академического искусства. Его критические статьи и монографии о ныне знаменитейших представителях русского искусства (Н. Н. Ге, В. В. Верещагин, И. Е. Репин, М. П. Мусоргский, А. П. Бородин, К. П. Брюллов и пр.), а также обширная переписка с ними представляют значительный интерес. 
В 1904 году Стасов опубликовал монографию «Николай Николаевич Ге, его жизнь, произведения и переписка», где дал чрезвычайно высокую оценку последней картине художника «Распятие», которая была запрещена к публичному экспонированию на территории Российской империи. «Я был ею так поражён, как немногими художественными произведениями во всю мою жизнь», «Это первое „Распятие“ в мире… из всех существующих во всём художестве», — писал Стасов. На первой же встрече с автором Стасов «выпросил» у Николая Ге все имевшиеся на тот момент фотографии полотна. На одной из них он попросил автора обвести контур своей руки, создавшей этот шедевр. Стасов вспоминал, что присутствовавшие при этом отнеслись к такой просьбе с негодованием, но Ге выполнил просьбу, написав ещё несколько слов и поставив день, месяц и год. Стасов утверждал, что подобную просьбу он обращал только к пианисту и композитору Антону Рубинштейну.
Среди работ Ильи Репина Владимир Стасов особо выделял картину «Перед исповедью». Он стал инициатором создания этого полотна, познакомив художника с революционным по своему содержанию стихотворением «Последняя исповедь» в нелегально изданной газете «Народная воля», рекомендовал меценату Павлу Третьякову купить картину. В своих статьях Стасов много раз отзывался с восхищением о ней. Так, в 1897 году в своём письме Третьякову он писал: «„Исповедь“ — самое высокое и глубокое создание Репина из всего, что он только сделал на своём веку».
Он также известен как оппонент музыкального критика (и бывшего своего друга) А. Н. Серова в обсуждении достоинств двух опер М. И. Глинки; Стасов был исследователем и пропагандистом творчества композитора. Стасов был идеологом нового направления в музыке, представленного группой петербургских композиторов, названной им «Могучая кучка».
Стасов также был активным критиком антисемитизма. Так, в ответ на очерк Рихарда Вагнера «Еврейство в музыке», он ответил в эссе «Жидовство в Европе /По Рихарду Вагнеру/» (1869), где выступил с резкой критикой антисемитизма композитора.
Стасов восторгался росписями В. М. Васнецова Владимирского собора в Киеве и критиковал М. А. Врубеля за создание орнаментов «вовсе не византийских и не русских, а просто декадентских, вовсе не идущих к остальной церкви, а свидетельствующих только о плохом вкусе, капризности и малом художественном знании и творчестве их авторов по части византайства». На критику Врубель ответил письмом в редакцию в котором сообщил, что некоторые из орнаментов, которые так хвалил Стасов, в типографии ошибочно приписали авторству Васнецова, и, на самом деле, их написал не Васнецов, а Врубель.

## Адреса в Санкт-Петербурге

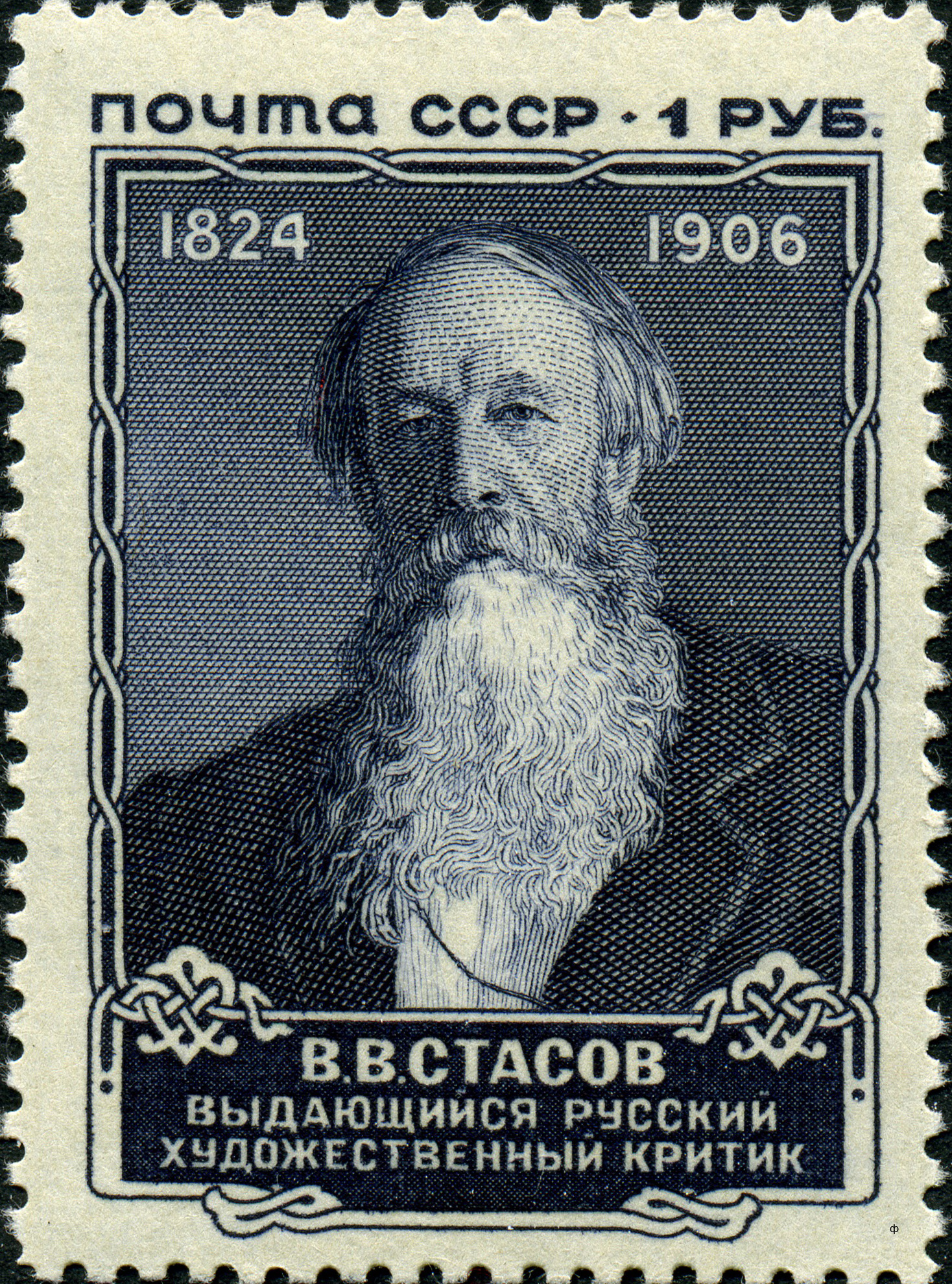
Почтовая марка СССР, 1957 год

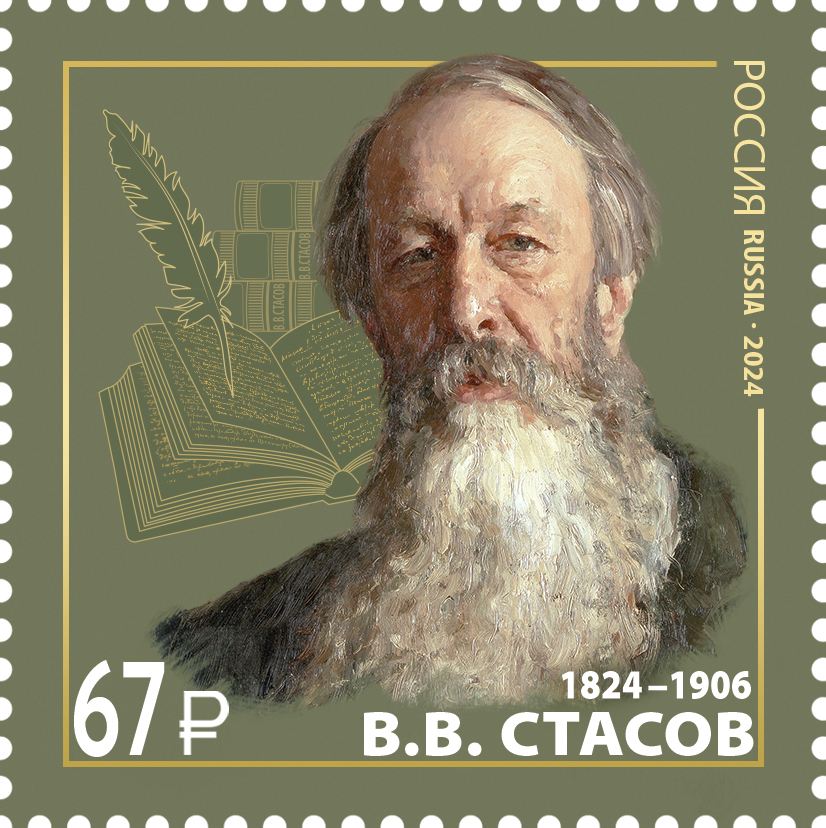
Почтовая марка России, 2024 год (по портрету работы И. Репина)

- Почтовая марка России, 2024 год (по портрету работы И. Репина)02.01.1824 — 1830 — 1-я линия Васильевского острова, 16;
- 1854—1873 — Моховая улица, 26;
- 1873—1877 — дом Трофимова — Шестилавочная улица, 11;
- 1877—1881 — Сергиевская улица, 81;
- 1881—1890 — доходный дом — Знаменская улица, 26, кв. 6;
- 1890—1896 — доходный дом — Знаменская улица, 36;
- 1896 — 10.10.1906 года — 7-я Рождественская улица, 17, кв. 24.

## Личная жизнь
Был влюблён в сестру своего друга, композитора Александра Серова, Софью (ок. 1820—1861), которая, однако, вышла замуж за лесного инженера Петра Федоровича Дютура. Тем не менее, Стасов стал отцом второй дочери Софьи Дютур — Надежды Петровны Дютур (замужем за Альфредом Кларком, сыном М. Е. Кларка), хотя Пётр Дютур признавал её своей и воспитывал как свою. Этот эпизод послужил одной из причин ссоры между Стасовым и Серовым. О том, кто ее настоящий отец, Надежда Петровна узнала уже после смерти своей матери. 
Еще одна дочь Стасова — Софья Владимировна Стасова (1850—1929, в 1-м браке — Медведева, во 2-м — Фортунато). Ее мать — Елизавета Клементьевна Сербина (1820—1896), гражданская жена В. Стасова и его дальняя родственница.  С 1919 по 1927 гг. Софья Владимировна Медведева-Фортунато была заведующей движимым имуществом Кремля. Внучка (дочь Софьи Владимировны) — Софья Васильевна Медведева (1874–1964) была женой С. Тер-Петросяна (Камо).
Также в письмах окружения В. В. Стасова как воспитанница, крестница и близкий друг семьи упоминается Софья Константиновна Каверина (1874—1947; в замуж. Рерих). По семейным преданиям, она была дочерью В. В. Стасова, но этот факт не является доказанным.

## Увековечение имени

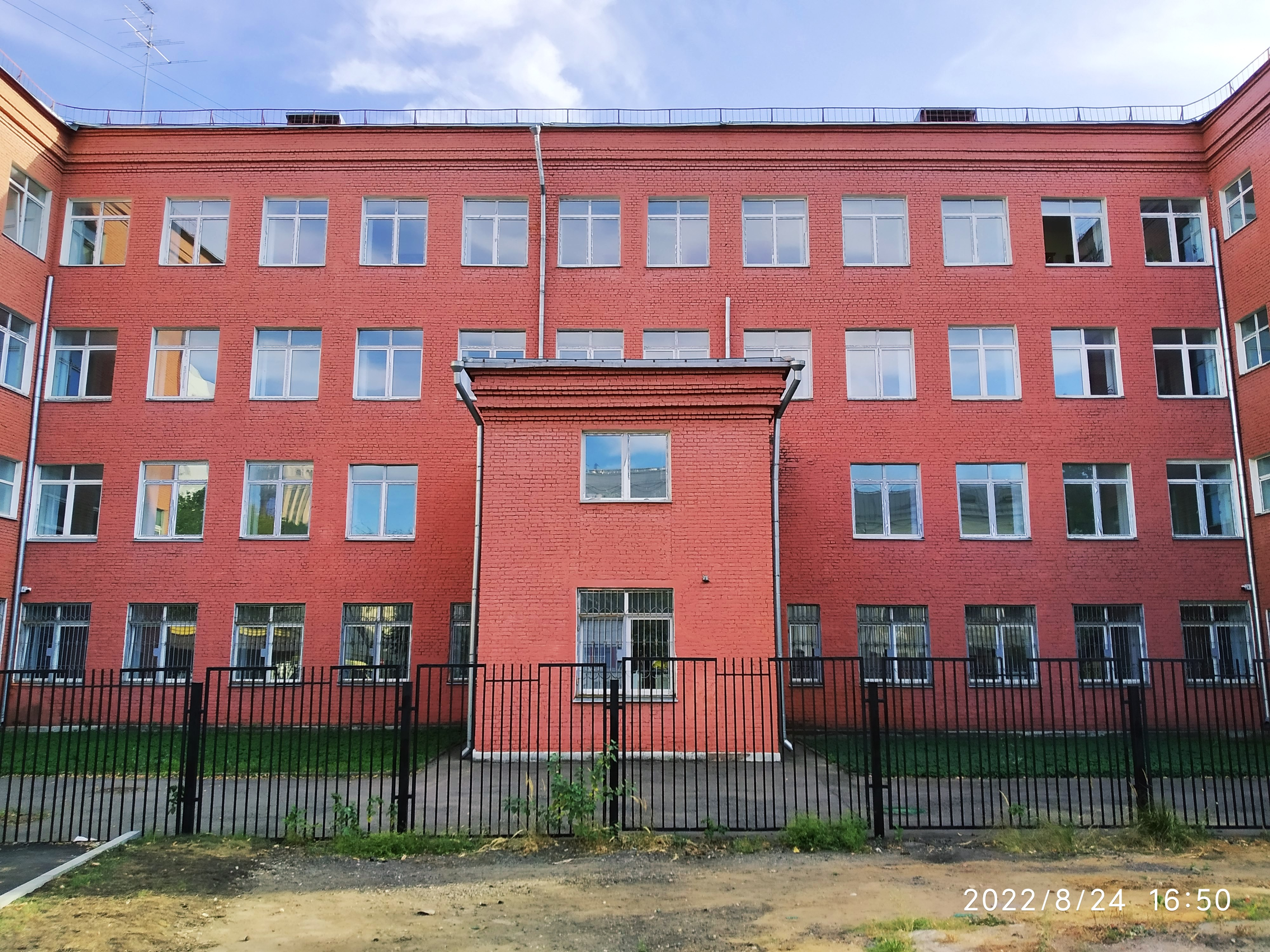
ДМШ 36 им. В. В. Стасова

Спорь с человеком умнее тебя: он тебя победит… но из самого твоего поражения ты можешь извлечь пользу для себя. Спорь с человеком ума равного: за кем бы ни оставалась победа, ты по крайней мере испытаешь удовольствие от борьбы. Спорь с человеком ума слабейшего: спорь не из желания победы, но ты можешь быть ему полезным. Спорь даже с глупцом! ни славы ни выгоды ты не добудешь… Но отчего иногда не позабавиться! Не спорь только с Владимиром Стасовым!

- На доме по адресу Санкт-Петербург, Моховая улица, 26 в 1957 году была установлена мемориальная доска с текстом: «В этом доме с 1854 по 1873 год жил и работал выдающийся русский художественный критик Владимир Васильевич Стасов»[22].
- На фасаде Российской национальной библиотеки рядом с читательским входом размещена мемориальная доска: «Здесь с 1855 по 1906 г. работал выдающийся деятель русской культуры Владимир Васильевич Стасов».
- Именем Стасова названы улицы в Липецке, Владимире, Краснодаре (с 1957 года), Иркутске, Минске, Пензе.
- Детская музыкальная школа имени В. В. Стасова есть в Москве.

## В кинематографе
- 1950 — «Мусоргский»
- 1953 — «Римский-Корсаков» (в роли Стасова в обоих фильмах — Николай Черкасов)
- 1969 — «На пороге». Режиссёр: Николай Хробко

## Сочинения
- Владимир Васильевич Стасов. Собрание сочинений. 1847—1886 : с приложением его портретов и снимка с поднесенного ему адреса : в 4-х т. — СПб.: тип. М. М. Стасюлевича, 1894—1906.
- Владимир Васильевич Стасов. Избранные сочинения : в 3-х т. — М.: Искусство, 1952.

## Рекомендуемая литература
- В. В. Верещагин и В. В. Стасов. — М.: Искусство, 1953
- Лебедев А. К., Солодовников А. В. Владимир Васильевич Стасов. (1824—1906): Жизнь и творчество. — М.: Искусство, 1976. — 400 с.
- Рамазанова Н. В. В начале пути. Малоизвестные факты биографии В. В. Стасова // Российская национальная библиотека и отечественная художественная культура: Сб. ст. и публ. / Рос. нац. б-ка. — Вып. 5. — СПб.: Изд-во Рос. нац. б-ки, 2013. — C. 67—78.
- Владимир Васильевич Стасов. 1824—1906: К 125-летию со дня рождения: [Сборник статей и воспоминаний] / Сост. Е. Д. Стасова. — М.-Л.: Искусство, 1949. — 96 с.
- Переписка П. М. Третьякова и В. В. Стасова. 1874—1897. — М.-Л.: Искусство, 1949. — 284 с.